# Intelligence
Pour les articles homonymes, voir Intelligence (homonymie).

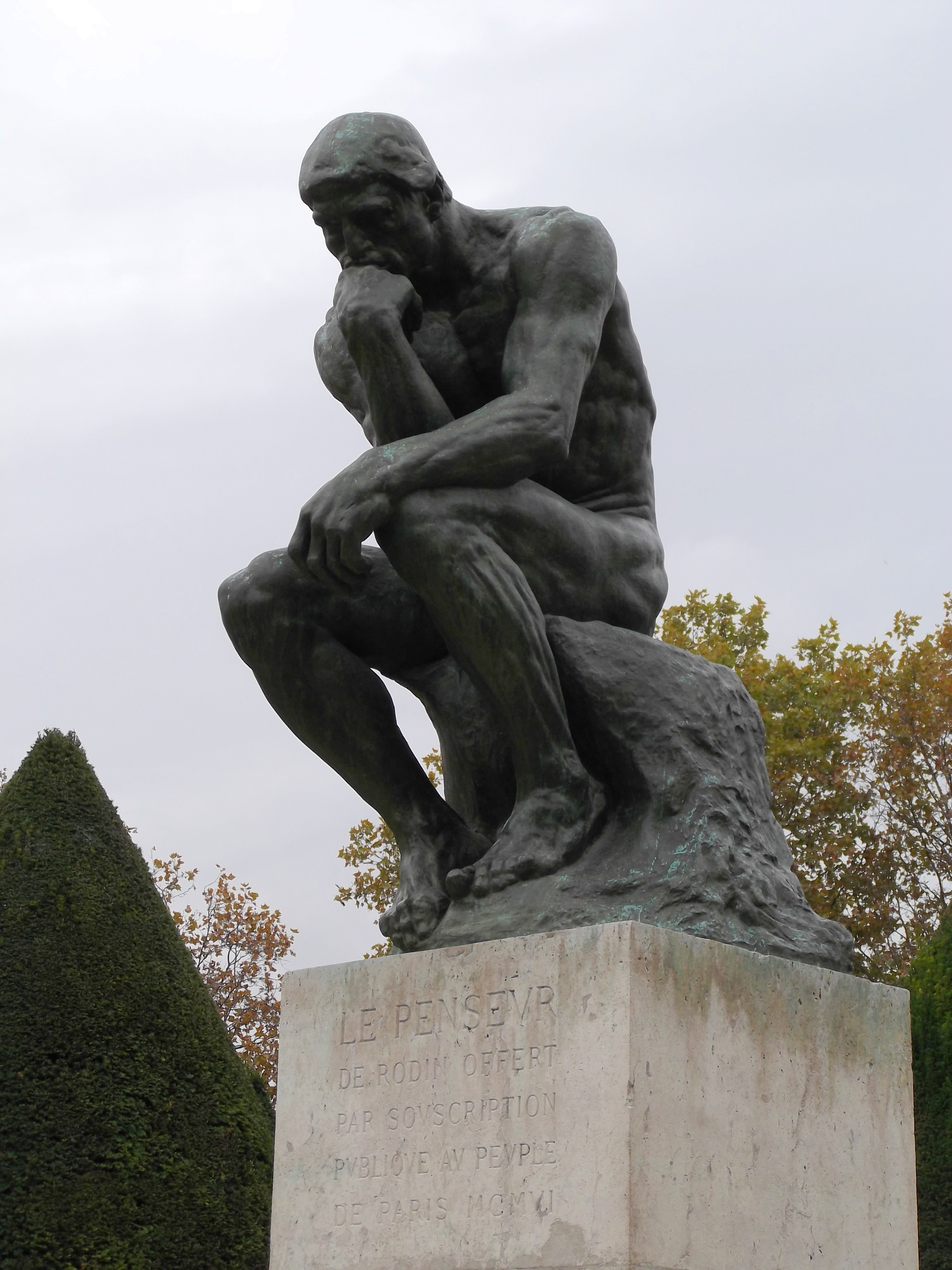
Le Penseur, sculpture d'Auguste Rodin, représente un homme en pleine réflexion.

L'intelligence est l'ensemble des processus trouvés dans des systèmes, plus ou moins complexes, vivants ou non, qui permettent d'apprendre, de comprendre  ou de s'adapter à des situations nouvelles. La définition de l'intelligence ainsi que la question d'une faculté d'intelligence générale ont fait l'objet de nombreuses discussions philosophiques et scientifiques. L'intelligence a été décrite comme une faculté d'adaptation (apprentissage pour s'adapter à l'environnement) ou au contraire, faculté de modifier l'environnement pour l'adapter à ses propres besoins. Dans ce sens général, les animaux, les plantes (intelligence primaire faite d’instinct et de réflexes conditionnés) ou encore certains outils informatiques (apprentissage automatique, intelligence artificielle) font preuve d'intelligence. L'acquisition de la  parole articulée et de l'écriture, qui aident au développement du raisonnement, font de l'intelligence humaine la référence.
L'intelligence peut être également perçue comme la capacité à traiter l'information pour atteindre des objectifs.
L'intelligence est étudiée, entre autres, par la psychologie cognitive, la psychologie du développement, l'anthropologie (évolution), l'éthologie cognitive (intelligence animale), les neurosciences (biologie) ou encore la génétique.
Chez les animaux, ce sont principalement les systèmes de communication endocriniens et neuronaux qui produisent l’intelligence.

## Étymologie et définitions
Le terme intelligence de la langue française est emprunté au latin intellĕgentĭa, lui-même dérivé du latin intellĕgō (« discerner, démêler, comprendre, remarquer ») dont le préfixe intĕr (« entre, parmi ») et le radical lĕgō (« ramasser, recueillir, choisir ») donnent le sens étymologique « choisir entre, ramasser parmi (un ensemble) »,,,,.
Dans les Définitions, Platon définit l’intelligence comme « principe de la science ». D’après Priscien de Lydie, Théophraste et Aristote définissent l’Intelligence comme une faculté différente de la sensibilité, aussi bien que de l’opinion et de la raison.
Selon le Trésor de la langue française informatisé : « [Dans des circonstances nouvelles pour lesquelles l'instinct, l'apprentissage passé ou l'habitude ne dispose d'aucune solution] Aptitude à appréhender et organiser les données de la situation, à mettre en relation les procédés à employer avec le but à atteindre, à choisir les moyens ou à découvrir les solutions originales qui permettent l'adaptation aux exigences de l'action. ».
Selon le neurologue Edouard Claparède, « l'intelligence est la capacité de résoudre par la pensée des problèmes nouveaux. ».

## Définitions scientifiques
En 1986, plus d'une vingtaine d'experts en psychologie ont été interrogés pour donner une définition de l'intelligence, mais aucun consensus ne s'est dégagé. L'intelligence reste un concept encore mal défini sur le plan scientifique.
Une commission de psychologues experts sur la question de l'intelligence humaine, rappelle cependant qu'un manque de consensus sur une définition est un problème commun en science, lorsqu'un concept est encore exploré et comporte de nombreuses questions non résolues. (« Scientific research rarely begins with fully agreed definitions, though it may eventually lead to them. »).

## Concepts de l'intelligence selon les cultures
L'intelligence, certaines formes d'intelligence ou encore le manque d'intelligence sont ces concepts retrouvés dans toutes les cultures et dans toutes les langues, sous des noms variés, et qui ont changé selon les époques.
En psychologie, ce champ d'étude est parfois appelé l'étude des théories implicites de l'intelligence (en). Ce domaine de recherche fait l'hypothèse que des populations, dans une région donnée et à une époque donnée, ont des croyances, valeurs, concepts sur l'intelligence. Il ne s'agit pas des théories philosophiques ou autres théories explicites, écrites et discutées entre spécialistes, mais des croyances populaires, partagées sans être forcément écrites ni verbalisées, d'où le terme "implicites". Ces concepts culturels ou théories implicites ont des conséquences sur les comportements, par exemple les comportements des parents envers l'enfant, ou des professeurs envers leurs élèves.

### Sources de biais dans les études scientifiques de l'intelligence
En psychologie interculturelle, l'objectif de l'étude des théories implicites de l'intelligence est de mieux comprendre les différences interculturelles, ainsi que les points communs (et peut-être universels) entre les cultures. Elle est nécessaire pour réaliser l'adaptation interculturelle des tests d'intelligence, d'origine occidentale, aux populations non occidentales, afin d'éviter des biais conceptuels. Par exemple, en occident, la vitesse d'exécution d'une tâche tend à être considérée comme une marque d'intelligence. Ce n'est pas le cas dans de nombreuses régions africaines ou asiatiques qui valorisent d'autres qualités comme étant des indices d'intelligence. La vitesse d'exécution qui est souvent prise en compte dans les tests d'intelligence introduit ainsi un biais culturel si le test est exécuté sur un enfant venant d'une culture non occidentale,.
Dans une culture donnée, les croyances relatives à l'intelligence diffèrent d'un individu à l'autre ou d'un groupe à un autre. Les croyances des élèves ou des professeurs sur le fait que l'intelligence est malléable ou non, ont des conséquences sur les performances des élèves (voir aussi effet Pygmalion qui réfère aux conséquences des croyances des enseignants sur les QI et résultats scolaires de leurs élèves).
Les théories implicites des chercheurs influencent aussi leur point de vue et leur approche pour mesurer l'intelligence, d'après le psychologue américain Robert J. Sternberg.

### Cultures africaines
En manding, langue de tradition orale parlée en Afrique de l’Ouest par les Bambara, les Dioula et les Malinké, l’équivalent du mot intelligence, hakili  (probablement originaire du mot aql (عقل ) en arabe que signifie raison) se définit comme la faculté mentale qui distingue l'humain des autres animaux et qui lui permet de gérer au mieux ses rapports avec la société humaine et avec son milieu naturel. L’intelligence se manifeste par deux opérations. La première est Taasi : réfléchir en faisant des déductions à partir de faits observés. La deuxième est Miiri : penser et induire des causes et des vérités générales à partir de faits observés. Les deux opérations sont complémentaires et conduisent à l’action. Taasi conduit à des actions efficaces à travers l’élaboration de stratégies tenant compte de toutes les données. Miiri conduit à des règles d’intervention générales et des plans d’action à long terme. Taasi permet la survie devant les difficultés, les solutions des problèmes brûlants, alors que Miiri projette dans l’avenir et permet la créativité.[réf. nécessaire]

### Cultures arabo-orientales
Pour Ibn Khaldoun, l'intelligence comporte plusieurs branches incluant l’intelligence discernante ou tactique ; l’intelligence expérimentale ou stratégique ; et l’intelligence spéculative, scientifique ou politique.

### Cultures occidentales
Dans la culture occidentale, l'intelligence est intimement liée à l'idée de compréhension, rapide et/ou profonde, d'un « problème » identifié, perçu a priori comme complexe, situé dans un domaine de connaissance et/ou dans une utilisation des données de la nature et/ou dans un ensemble de relations sociales. Cette compréhension peut être singulière ou partagée. Elle sous-tend souvent l'idée d'une invention, d'une connaissance, d'un langage à découvrir pour résoudre ce problème, pour adapter une solution. Cette compréhension peut prendre diverses formes : artistique, corporelle, littéraire, artisanale, scientifique et technologique. Elle est généralement associée à une activité dont on situe intuitivement la source à la fois dans l'esprit de l'humain et dans son cerveau. [réf. nécessaire]

### Cultures asiatiques
Le terme sanskrit « buddhi » désigne l'intelligence dans l'hindouisme et dans le bouddhisme. Selon les données traditionnelles du brahmanisme, l'intelligence, la buddhi, « fait le pont » entre l'élément purement matériel du composé humain (corps et pensée) et l'âme (ātman). Dans le bouddhisme, buddhi (qui ne doit pas être confondue avec bodhi, l'Éveil) désigne la capacité d'intelligence réflexive. Buddhicarita désigne la tendance subjective à l'intellect et à l'introspection, elle fait partie des six tendances du caractère.

## Intelligence dans le monde animal
L'intelligence animale est l'objet d'étude de l'éthologie cognitive. En éthologie, l'intelligence est ce qui permet d'augmenter l'adaptation à l'environnement et donc la survie.
La question de l'intelligence animale permet de comprendre les capacités de compréhension ou d'apprentissage de l'animal qui peuvent être utiles dans le cas du dressage d'animaux domestiques. Sur un plan plus fondamental, la compréhension et l'étude de l'intelligence animale permettent de comprendre la nature et l'évolution de l'intelligence ainsi que les différences entre les espèces ; et permet d'explorer les liens entre la formation de l'intelligence et la conscience chez l'animal (en) ou la communication chez l'animal (ou langage animal).
L'espèce qui désigne les humains a été nommée Homo sapiens, « homme qui sait », par le naturaliste Carl von Linné parce que les humains étaient considérés comme la plus intelligente des espèces y compris par rapport aux autres hominidés.

## L'intelligence en philosophie
Pascal distingue esprit de géométrie et esprit de finesse. Dans le cas du premier, certains individus éprouvent de la difficulté à pencher la tête sur le côté, mais une fois l'effort effectué, les différents éléments sont éclairés. Dans le cas de l'esprit de finesse, les faits sont directement devant eux, mais ils ne disposent pas tous de l'acuité nécessaire pour les distinguer convenablement. Il s'agit d'une intelligence dans laquelle les facultés intuitives prennent une part plus importante. [réf. nécessaire]
Bergson entreprend dans L'Évolution créatrice, la critique de l'intelligence géométrique. Sa critique porte sur la paresse de l'esprit lorsqu'il se contente d'une intelligence qui découpe indéfiniment les phénomènes, crée des hiérarchies, des catégories... Selon Bergson, ces facultés manquent l'essentiel du cours du monde : la durée.[réf. nécessaire]

## Intelligence humaine (psychologie)

### Les débuts de l'étude scientifique de l'intelligence
Durant la seconde moitié du XIXe siècle, le gouvernement ayant voté l'instauration d'une éducation obligatoire pour tous les enfants, voit ses professeurs se retrouver face à diverses difficultés rencontrées par les élèves : troubles des apprentissages, dyslexie, etc. Les débuts de l'étude scientifique de l'intelligence par la psychologie sont généralement attribués à la création du premier test mesurant l'intelligence, l'Échelle métrique d'intelligence d'Alfred Binet et Théodore Simon. Ce test a connu immédiatement un grand succès et a été traduit puis amélioré, en particulier par David Wechsler aux États-Unis. Les mesures de l'intelligence (le quotient intellectuel) relèvent du domaine psychométrique et ont beaucoup bénéficié des avancées de la statistique.

### L'intelligence de nos jours: théories et avancées
Les tests de l'intelligence sont les meilleurs prédicteurs uniques connus des performances scolaires et académiques des enfants, c'est pourquoi leur emploi s'est beaucoup répandu dans les milieux scolaires. Cependant, il est également démontré que malgré leur forte puissance statistique, ces tests ne prédisent que 25 % de la variance des performances scolaires ou succès scolaire (corrélations de r=0.50). De nombreux autres facteurs, à la fois non cognitifs et cognitifs, influencent les résultats aux tests d'intelligence, d'une part, et surtout le succès scolaire. Les limites de ces tests sont donc reconnues par tous les spécialistes et continuent à être étudiées et discutées dans le champ de la psychométrie.
Les théories de l'intelligence s'appuyant sur l'approche psychométrique ont mis en évidence un facteur g et des habiletés cognitives spécifiques indépendantes. Les modèles les plus employés combinent les facteurs représentés sous forme hiérarchique. Le modèle de Cattell-Horn-Carroll est le plus employé et le plus étudié. Dans ce modèle, le facteur g est représenté, prédit par des habiletés cognitives générales (intelligence fluide ou raisonnement, intelligence cristallisée ou compréhension et connaissance, compétences quantitatives, lecture, mémoire de travail, mémoire à long-terme, etc), elles-mêmes mesurées par des tests mettant en jeu des compétences plus spécifiques (70 sont dénombrées). Cependant, d'autres théories présentent des alternatives intéressantes, en particulier des théories envisageant d'autres formes d'intelligence. Ainsi, la théorie triarchique de Robert Sternberg, met l'accent sur une intelligence pratique et sur une intelligence créative. La théorie des intelligences multiples de Howard Gardner a remporté un grand succès dans les milieux éducatifs. Ces théories des intelligences multiples sont cependant loin de faire consensus dans la communauté scientifique.
Les développements technologiques dans le domaine de l'imagerie cérébrale, de la génétique, ont permis des avancées notables sur la question des relations entre le développement de l'intelligence (de l'enfant à la personne âgée) et les facteurs biologiques. Les influences génétiques sont reconnues et ont été démontrées par des études sur des jumeaux(Sur les jumeaux ? Celles de Cyril Burt ?)[réf. nécessaire]. Ces influences génétiques interagissent précocement avec les fortes influences de l'environnement qui elles aussi ont été largement démontrées. Ces interactions complexes qui semblaient être des paradoxes insolubles pendant deux décennies, ont été comprises en 2001 par Dickens et Flynn dans la perspective du développement épigénétique où génétiques et interactions avec l'environnement s'influencent mutuellement, fortement et précocement[source secondaire souhaitée].
Les débats sur l'intelligence et ses mesures ont été nombreux et de nombreuses questions restent encore sans réponse dans ce domaine.

## Intelligence émotionnelle (IE)
Le terme d'intelligence émotionnelle est souvent abrégé « EI » (Emotional Intelligence) ou « IE » en français.
Les théories qui s'y intéressent divergent en 3 grandes conceptions majeures : IE capacités, IE trait et IE mixte.
L'intelligence émotionnelle est un terme assez récent puisqu'il voit le jour grâce à Salovey (en) et Mayer (en) (1990), en plein contexte d'une période que l'on appelle Révolution affective. Le terme est ensuite popularisé par Daniel Goleman en 1995.

### Intelligence émotionnelle capacités
Cette première conception décrit l'intelligence émotionnelle comme « un ensemble de capacités verbales et non verbales permettant de générer, reconnaître, exprimer, comprendre et évaluer nos propres émotions et celles des autres afin d'orienter les pensées et les actions pour faire face aux exigences et pressions issues de l'environnement ». Ainsi, sont théorisées des capacités dont les 4 composantes majeures sont :
1. La perception émotionnelle
2. L'assimilation
3. La compréhension
4. La régulation émotionnelle

Cette dernière composante est également appelée APEX en ce qu'elle est la capacité de plus haut niveau et qu'elle affecte un certain nombre de domaines. Selon Kluemper et al., 2013, lorsque cette composante est élevée chez un employé, elle permettrait à la fois de prédire positivement la performance au travail et également son comportement citoyen, mais négativement le comportement de déviance sur le lieu de travail.

### Intelligence émotionnelle trait
Cette seconde conception décrit l'intelligence émotionnelle comme « une façon habituelle et préférentielle à chaque individu d'appréhender, de penser ou de ressentir ses émotions et celles d'autrui et une façon particulière de gérer les situations relationnelles ». Elle comprend donc des traits qui sont inhérents à la personnalité. Des modèles déjà existants, le modèle à 3 dimensions d'Eysenck et le Big Five, servent à la conception d'un nouveau modèle : le TEIQue (Trait Emotional Intelligence Questionnaire soit "Questionnaire sur l'Intelligence Émotionelle en tant que Trait"). Ce dernier permet d'apporter ce que l'on appelle une validité incrémentielle en ce qu'il permet de préciser certains points des 2 modèles précédents.
De manière générale, l'intelligence émotionnelle trait permet de renseigner sur la santé mentale des individus ou encore sur les stratégies de faire-face utilisées.

### Intelligence émotionnelle mixte
En 1999, Goleman développe un modèle mixte de l'intelligence émotionnelle qui comprend 5 facettes, recoupant chacune 25 compétences. Les principales sont :
- Domaine personnel
  - Conscience de soi
  - Maîtrise de soi
  - Motivation
- Domaine social
  - Empathie
  - Aptitudes sociales

Ce modèle permet de prédire le fonctionnement social d'un individu et le type de stratégie de faire-face qu'il utilise. Les principales qualités sont qu'il ressemble plus qu'aux précédents aux situations que peuvent vivre un individu au quotidien, mais également dans leur vie professionnelle. Le modèle mixte est toutefois souvent critiqué pour son manque de précision du concept d'intelligence émotionnelle.

## Intelligence artificielle
Andreas Kaplan et Michael Haenlein définissent l'intelligence artificielle (IA) comme « la capacité d'un système à correctement interpréter des données externes, d'apprendre de ces mêmes données, et d'utiliser ces enseignements afin de réaliser des objectifs et des tâches spécifiques avec une adaptation flexible ».
L'intelligence artificielle a été nommée ainsi par John McCarthy. Elle a des applications dans divers domaines tels que la médecine, l'armée, la robotique, la logistique, les transports et les industries. En 1956 lors de la conférence de Dartmouth, une première définition de l'intelligence artificielle a été proposée par Marvin Minsky affirmant que « La construction de programmes informatiques qui s'adonnent à des tâches qui sont, pour l'instant, accomplies de façon plus satisfaisante par des êtres humains car elles demandent des processus mentaux de haut niveau tels que : l'apprentissage perceptuel, l'organisation de la mémoire et le raisonnement critique ».

### Test de Turing

Le test de Turing évalue la capacité à se faire passer pour un humain dans un dialogue, mais cela incite à également imiter les défauts humains.

En l'absence d'une définition satisfaisante de l'intelligence, il est difficile de décider si une machine (ou un animal) est ou non intelligent. Alan Turing propose donc de prendre l'humain comme étalon. Ainsi, ce test consiste à mettre en confrontation verbale un humain avec un ordinateur et un autre humain à l’aveugle. Si l’humain qui engage les conversations n’est pas capable de dire lequel de ses interlocuteurs est un ordinateur, on peut considérer que le logiciel de l’ordinateur a passé avec succès le test.

### Modèle de l'intelligence comme capacité à simplifier l'information de Kolmogorov
Certains chercheurs se sont inspirés des travaux réalisés en informatique théorique autour de la notion de complexité descriptive, notamment la complexité de Kolmogorov, pour évaluer l'intelligence comme la capacité à décrire ou expliquer quelque chose aussi simplement que cela peut l'être.
En ce sens, l'intelligence serait la capacité à compresser l'information.
C'est en fait souvent le genre d'intelligence qui est implicitement évaluée dans les tests de quotient intellectuel. Par exemple, à la question : « considérez la suite de nombres 1,2,3,… Quel est le nombre suivant ? » La réponse attendue sera 4, avec la justification implicite « parce que c'est la suite des nombres entiers », alors qu'on pourrait très bien répondre 5 (suite de Fibonacci), en justifiant que « chaque nombre de cette suite est la somme des deux précédents » (ou tout autre nombre si tant est que la justification soit logiquement acceptable). Mais la réponse attendue est « la plus simple », c'est-à-dire, plus formellement, c'est l'explication qui a la plus faible complexité de Kolmogorov.

### Modèle mathématique d'un agent intelligent
En 2000, Marcus Hutter a proposé un modèle mathématique (informatique fondamentale) d'un agent universellement intelligent,, c'est-à-dire d'un système interagissant avec n'importe quel environnement (calculable) de manière optimale. Ce modèle se fonde d'une part sur le cadre de l'apprentissage par renforcement, où l'agent interagit avec son environnement dans le but de maximiser l'espérance de ses récompenses et punitions, et d'autre part sur l'induction de Solomonoff, qui permet d'attribuer une probabilité à chaque futur possible, en fonction de sa simplicité (au sens de la complexité de Kolmogorov).
Ce modèle, dénommé AIXI (en), permet à la fois de donner une définition rigoureuse de l'intelligence et d'en donner une borne supérieure. Il n'est pas utilisable en pratique pour créer une intelligence artificielle, car AIXI est un modèle incalculable. Des approximations sont cependant réalisables, mais au prix d'un besoin en ressources (temps de calcul, espace mémoire) immense, et actuellement seulement dans le cas de problèmes simplifiés.

## Intelligence et sélection naturelle
Au sein de l'humanité, l'intelligence est probablement un facteur important de bonne santé et donc soumis à la sélection naturelle. L'intelligence chez l'enfant est l'un des facteurs prédictifs de santé.
Une association positive entre l'intelligence et la taille d'un individu a été rapportée par plusieurs études, et selon une étude parue en 2009, l'intelligence et la qualité du sperme humain seraient positivement corrélés pour 3 indices clés de la qualité du sperme : concentration logarithmique des spermatozoïdes, nombre de spermatozoïdes et motilité de ces spermatozoïdes (ces 3 facteurs étant également considérés comme gage de fertilité).

## Intelligence des plantes
Certains auteurs n'hésitent pas à parler d'intelligence dans le domaine végétal, de sensibilité des plantes ou d'intelligence émotionnelle des plantes, mais cette notion est controversée, comme l'ont montré les critiques du livre La Vie secrète des arbres de Peter Wohlleben. Les biologistes reconnaissent les facultés sensorielles de plantes. Les scientifiques s'accordent à reconnaître la capacité des plantes à communiquer entre-elles et à s'adapter à leur environnement, ce qui peut, par abus de langage, être considéré comme une certaine forme d'intelligence.